# Miguel Ardiman
Guillermo Miguel Ardiman Ramírez (* 10. Juni 1967 in Concepción) ist ein ehemaliger chilenischer Fußballspieler. Der Abwehrspieler gewann mit der B-Nationalmannschaft die Silbermedaille bei den Panamerikanischen Spielen 1987.

## Karriere

### Verein
Miguel Ardiman spielte als rechter Verteidiger bei Deportes Concepción und danach als Innenverteidiger bei CD O’Higgins, Universidad Católica, Santiago Wanderers, Coquimbo Unido, Deportes Iquique und Fernández Vial. Mit Universidad Católica gewann er 1994 den interkontinentalen Titel der Sieger der Copa Interamericana, wobei er im Finale in der Verlängerung ein Tor erzielte. Außerdem gewann er mit demselben Team 1995 die Copa Chile.

### Nationalmannschaft
Im August 1987 war Ardiman im Kader der chilenischen B-Nationalmannschaft, die bei den Panamerikanischen Spielen in Indianapolis antrat. Dort gewann La Roja die Silbermedaille, nachdem sie im Halbfinale Argentinien mit 3:2 besiegt und im Finale gegen Brasilien mit 0:2 verloren hatte, und wurde somit Vizemeister des Turniers. Der Sieg gegen Argentinien der war erste Sieg einer chilenischen Männernationalmannschaft gegen den Nachbarstaat.
Für die A-Nationalmannschaft bestritt Ardiman zwischen 1994 und 1996 sieben Freundschaftsspiele. Sein Länderspieldebüt gab der Verteidiger im Mai 1994 gegen Argentinien, zuletzt lief er im Februar 1996 gegen Peru auf.

## Erfolge
Universidad Católica
- Sieger der Copa Interamericana: 1994
- Chilenischer Pokalsieger: 1995

Chile B
- Silbermedaille bei den Panamerikanischen Spielen: 1987